# Járai István
Járai István (Mezőkeszü, 1883. december 10. – Budapest, 1933. május 18.) erdélyi magyar pedagógus, publicista.

## Életútja, munkássága
Középiskolai és egyetemi tanulmányait Kolozsvárt végezte. Márki Sándor tanítványa; 1908-ban történelem és latin szakos tanári oklevelet szerzett és a nagyenyedi Bethlen Gábor Kollégiumhoz került tanárnak. 1917-ben a főgimnázium igazgatója lett. Élete végéig a németországi tanulmányútján megismert munkaiskola szellemében szolgálta a kollégiumi nevelés ügyét.
Széles körű tudását a tanári katedrán kívül is számos nyilvános előadásban, cikkben és tanulmányban adta át. Már fiatal korában foglalkozott a szocializmus tanításával, és tanári székfoglaló előadását a történelmi materializmusról tartotta. Történelemtanításában megvilágította a társadalmi mozgalmak gazdasági hátterét, s mint tanár és igazgató különleges gondot fordított a szegény tanulók támogatására. Jelentős társadalmi munkásságot fejtett ki, és a fiatal nemzedék törekvéseit határozottan támogatta. Már 1919-ben román–magyar szójegyzéket készített tanítványai számára. Cikkeit a Közérdek, Enyedi Újság, Keleti Újság, Református Szemle, Erdélyi Fiatalok és más lapok közölték.

## Fontosabb tanulmányai
- A Bethlen-kollégium a demokrácia szolgálatában (megjelent A 300 éves nagyenyedi Bethlen-kollégium Emlékalbuma 1622–1922 c. kötetben, Nagyenyed 1926);
- Apáczai Csere János emlékezete (Református Szemle, 1926);
- Kőrösi Csoma Sándor (az EME X. vándorgyűlésének emlékkönyvében, Kolozsvár, 1932).